# 王聡児
王 聡児（おう そうじ、Wang Cong'er、1777年 - 1798年）は、清代の白蓮教徒の乱の指導者の一人。
湖北省襄陽府襄陽県の白蓮教教主斉林の妻、斉王氏ともいう。武芸に優れ、大道芸で生計を立てていた。夫の斉林が1796年の小正月の蜂起に失敗して捕えられて斬首されると、王聡児と斉林の弟子の姚之富は3月15日（辰年辰月辰日）に湖北省にて五万の白蓮教徒を率いて蜂起し、河南省に攻め入った。1797年、四川省の信徒と合流するため四川入りしたが、四川総督の明亮に四川北部で包囲され、かろうじて脱出した。その後、王聡児は2万の信者を率いて西安を攻撃したが、敗れて湖北に戻った。1798年、追い詰められた王聡児は鄖西県茅山にて姚之富とともに自害した。蜂起は1804年になって鎮圧された。